# Jordi Payà Rodríguez
Jordi Payà Rodríguez (Manresa, 10 de juliol de 1963) és un exjugador de waterpolo català.

## Biografia
El seu primer partit internacional va ser el 1983, un Espanya vs Iugoslàvia. Va jugar a la selecció espanyola de waterpolo que va guanyar la medalla d'or a les Olimpíades d'Atlanta de 1996.
El club al qual més ha estat lligat ha estat el Club Natació Catalunya, com a jugador, i posteriorment com a entrenador, on hi guanyà una copa del Rei (1997) i una lliga (1998). El 2008 era el gerent del Club Natació Catalunya.

## Clubs
- Club Natació Manresa
- Club Natació Catalunya

## Títols
Com a jugador del Club Natació Manresa

- 1 Copa d'Europa (1995)
- 1 Recopa (1992)
- 2 Supercopes d'Europa (1992 i 1995)
- 4 Lligues (1990, 1992, 1993 i 1994)
- 3 Copes del Rei (1990, 1992 i 1994)

Com a jugador de la selecció espanyola

- Medalla d'Or als Jocs Olímpics a Atlanta 1996
- Plata al Campionat del Món de Roma el 1994
- 6è als Jocs Olímpics de Seül el 1988
- Bronze al Campionat europeu de Roma el 1983

Com a jugador del Club Natació Catalunya

- 1 Lliga (1998)
- 1 Copa del Rei (1997)